# Ann Smith Franklin
Ann Smith Franklin (* 2. Oktober 1696 in Boston, Province of Massachusetts Bay, als Ann Smith; † 19. April 1763 in Newport Colony of Rhode Island and Providence Plantations) war eine britische Druckerin und Verlegerin, die im kolonialen Amerika tätig war.

## Leben
Ann Smith wurde 1696 in Boston in der Province of Massachusetts Bay geboren und erhielt mit großer Wahrscheinlichkeit in ihrer Kindheit einen für damalige Verhältnisse überdurchschnittlichen Grad an Bildung. 1723 heiratete sie den Drucker James Franklin, einen Bruder Benjamin Franklins, der in England eine Ausbildung zum Drucker absolviert hatte und seit 1717 in Boston selbstständig eine Druckerei führte. Unter anderem gab er die Zeitung The New-England Courant heraus, in der er Mitte der 1720er verwaltungskritische Traktate publizierte, weshalb er für einige Jahre politisch und sozial geächtet wurde. Etwa 1726 zog das Ehepaar, das im Laufe der Jahre fünf Kinder bekam, nach Newport in der Kolonie Rhode Island, wo ihr Ehemann die erste Druckerei der Kolonie aufbaute und ab 1730 regelmäßige Aufträge der Kolonialverwaltung erhielt. Parallel baute das Ehepaar einen Buchhandel auf – Ann Franklin begann bald, sowohl in der Druckerei als auch im Buchhandel mitzuarbeiten. Für 1732 / 1733 ist das Ehepaar gemeinsam als Drucker der kurzlebigen Zeitung Rhode-Island Gazette belegt.
Als ihr Ehemann 1735 starb, übernahm Ann Franklin die Geschäfte der Druckerei. Als sie im Laufe des Jahres das anonyme Traktat A Brief Essay on the Number Seven druckte, wurde sie zur wahrscheinlich ersten Druckerin Neuenglands. Ein Jahr später wurde sie Parlamentsdruckerin der kolonialen Rhode Island General Assembly, sodass sie neben religiösen und politischen Traktaten und literarischen Werken in den nächsten Jahren dutzende Regierungsverordnungen und Gesetze druckte. Bis 1741 war sie zudem Druckerin und Herausgeberin des Rhode-Island Almanack, ein Almanach, für den sie sich in dieser Zeit teils auch inhaltlich verantwortlich zeigte. Ab den 1740er Jahren halfen zwei Töchter Franklin bei der Ausführung des Geschäfts; ab 1748 stieg auch ihr Sohn James Franklin, Jr. ein, der zuvor bei seinem Onkel Benjamin Franklin in Lehre gegangen war. 1758 begründeten Mutter und Sohn den Newport Mercury; Franklin gilt damit als vierte Frau, die in den dreizehn Kolonien eine eigene Zeitung herausgab.
Ende der 1750er Jahre zog sich Franklin wahrscheinlich aus gesundheitlichen Gründen zunehmend aus dem Geschäft zurück, das ihr Sohn nur bedingt erfolgreich fortführte. Wohl um 1762 waren sowohl ihre beiden mithelfenden Töchter als auch ihr Sohn verstorben, was Franklin zwang, noch einmal die Leitung der Druckerei zu übernehmen. In den nächsten Monaten gab sie den Newport Mercury weiter heraus und spannte Samuel Hall in die Geschäftsführung der Druckerei ein. Nach Franklins Tod im April 1763 wurde ihre Druckerei juristisch aufgelöst, Hall führte aber die Herausgeberschaft des Newport Mercury weiter.